# 卡纳德
卡纳德（Kanad），是印度中央邦Shajapur县的一个城镇。总人口8650（2001年）。

## 人口
该地2001年总人口8650人，其中男性4532人，女性4118人；0—6岁人口1494人，其中男776人，女718人；识字率61.16%，其中男性为73.46%，女性为47.62%。